# Ponderosadwergooruil
De ponderosadwergooruil (Psiloscops flammeolus synoniem: Otus flammeolus) is een soort uit de familie uilen (Strigidae). De soort komt voor in Noord-Amerika en het noorden van Midden-Amerika.

## Kenmerken
De ponderosadwergooruil is een kleine uil, 15 cm lang met een spanwijdte van 36 cm. Vrouwtjes zijn iets groter en zwaarder dan de mannetjes. In het Engels heet de uil gevlamde dwerguil, omdat de veren rond de ogen een soort vlammenpatroon vertonen. De uil is overwegend grijs en met nauwelijks opvallende oorpluimen. Het is de enige kleine Noord-Amerikaanse uil met donkere ogen.

## Verspreiding en leefgebied
De ponderosadwergooruil is zeldzaam in Canada (Brits Columbia) en broedt verder in de gebergteketens in het westen van Noord-Amerika tot in Mexico en Guatemala. Daar broedt de vogel in half open naaldwouden in de holen van spechten. Het is een trekvogel in Noord-Amerika die in het zuiden van de Verenigde Staten en Midden-Amerika overwintert.

## Status
De ponderosadwergooruil heeft een groot verspreidingsgebied en daardoor is de kans op de status kwetsbaar (voor uitsterven) gering. De grootte van de populatie is niet gekwantificeerd. Het verspreidingsgebied is echter sterk versnipperd en de vogel gaat in aantal achteruit. Echter, het tempo ligt onder de 30% in tien jaar (minder dan 3,5% per jaar). Om deze redenen staat deze dwergooruil als niet bedreigd op de Rode Lijst van de IUCN.